# Верхні Кожари
Верхні Кожа́ри (рос. Верхние Кожары, чув. Тури Кушар) — присілок у складі Красноармійського району Чувашії, Росія. Входить до складу Убеєвського сільського поселення.
Населення — 83 особи (2010; 92 у 2002).
Національний склад:
- чуваші — 100 %